# コンピュータ囲碁
コンピュータ囲碁（コンピュータいご）とは、人工知能 (AI) 研究の一分野で、ボードゲームの囲碁を打てるコンピュータプログラムを作ることを目的とした試みのことを指す。囲碁AI（いごエーアイ）の呼称が用いられることも多い。

## 概要
コンピュータ・ボードゲームの中のコンピュータ囲碁の位置づけ
ボードゲームの対戦を行うコンピュータプログラム全般に関して言うと、局面ごとの着手可能数（手の選択肢の数）の多さがゲームの複雑さに大いに関係し、それに応じてプログラムも、賢くなるためには、実行しなければならない計算量も増加する、ということは当初から理解されており、その点に関して、チェスでは8×8=64マスで盤上の駒を使った手だけを検討させればよく着手可能数が比較的少ないのに対して、将棋では9×9＝81マスで盤上だけでなく持ち駒を使う手も検討させなければならないのでチェスより着手数がかなり多くなりゲームが複雑になり、囲碁では19×19=361目と打てる箇所があり、手の選択肢が桁違いに多く、実現可能な全局面数も約2×10170通りであり、その結果、プログラムに数手先まで読ませることや各局面の評価をさせることについても、またプロと互格に戦える強いプログラムを作成することについても、チェス・将棋・囲碁の3種のゲームの中では囲碁が一番困難になるだろう、とコンピュータサイエンティストの一部は当初から予想していた。そして実際、そうなった。
開発略史とレベル向上の歴史
コンピュータ囲碁の本格的な研究が始まったのは1980年代以降であり、台湾、中国といった囲碁の盛んな国においても研究開発が行われ、日本でも行われた。日本では、2000年代前半、日本棋院から段級位認定されたことを売りにするアプリケーションがある状態にはなっていたが、重要な場面での手抜きなどコンピュータ囲碁特有の弱点が有り実際には級上位レベルであった。（アマ初段を認定されたアプリケーションに手談対局4、最高峰3、最強の囲碁2003、銀星囲碁3がある）。2000年代前半ではまだ「数十年の研究にもかかわらずアマチュア級位者の実力を脱することがなく、これらのプログラムが人間の初段と互先で戦って勝つのはほぼ不可能」と論評をされるような状態だった。しかし、2000年代後半に入ってモンテカルロ法を導入することにより、アマチュア段位者のレベルに向上したとされた。2012年にはプロ相手の公開対局で4子局で勝てるようになり、アマチュア6段程度の棋力があると認定されるにいたった。
2014年、AI将棋の思考エンジン「YSS」の開発者で、コンピュータ囲碁プログラム「彩」の開発者でもある山下宏は、プログラムの棋力はアマチュア県代表レベルであり、98%のアマチュアは勝つことができず、プロとは4子の手合（将棋の飛香落ちに相当）で、コンピュータ将棋に比べると10年遅れている感じだと述べた。
2012年から2015年にかけて、プロ棋士相手の公開対局においては4子を超える手合で勝つことがなく、棋力の伸びが停滞していると考えられていたが、Google傘下の英国・Deepmind社が開発した人工知能コンピュータソフト「AlphaGo（アルファ碁）」が、2015年10月に樊麾（中国系フランス人）との対局で、史上初となるプロ棋士相手の互先での勝利を収めると、翌2016年3月には世界トップクラスのプロ棋士である李世乭（イ・セドル、韓国）との五番碁にも勝利、2017年4月には人類最強と言われる柯潔（中国）との三番碁に三連勝し、名実ともに人類を追い越した。
|  |  |  |  |  |  |  |  |  |  |  |  |  |  |  |  |  |  |  |
|  |  |  |  |  |  |  |  |  |  |  |  |  |  |  |  |  |  |  |
|  |  |  |  |  |  |  |  |  |  |  |  |  |  |  |  |  |  |  |
|  |  |  |  |  |  |  |  |  |  |  |  |  |  |  |  |  |  |  |
|  |  |  |  |  |  |  |  |  |  |  |  |  |  |  |  |  |  |  |
|  |  |  |  |  |  |  |  |  |  |  |  |  |  |  |  |  |  |  |
|  |  |  |  |  |  |  |  |  |  |  |  |  |  |  |  |  |  |  |
|  |  |  |  |  |  |  |  |  |  |  |  |  |  |  |  |  |  |  |
|  |  |  |  |  |  |  |  |  |  |  |  |  |  |  |  |  |  |  |
|  |  |  |  |  |  |  |  |  |  |  |  |  |  |  |  |  |  |  |
|  |  |  |  |  |  |  |  |  |  |  |  |  |  |  |  |  |  |  |
|  |  |  |  |  |  |  |  |  |  |  |  |  |  |  |  |  |  |  |
|  |  |  |  |  |  |  |  |  |  |  |  |  |  |  |  |  |  |  |
|  |  |  |  |  |  |  |  |  |  |  |  |  |  |  |  |  |  |  |
|  |  |  |  |  |  |  |  |  |  |  |  |  |  |  |  |  |  |  |
|  |  |  |  |  |  |  |  |  |  |  |  |  |  |  |  |  |  |  |
|  |  |  |  |  |  |  |  |  |  |  |  |  |  |  |  |  |  |  |
|  |  |  |  |  |  |  |  |  |  |  |  |  |  |  |  |  |  |  |
|  |  |  |  |  |  |  |  |  |  |  |  |  |  |  |  |  |  |  |

- AlphaGo対李世乭の第1局の盤面。白がAlphaGo。

2020年以降はダイレクト三々などコンピュータが生み出した手をプロ棋士も利用するようになった。

## 歴史
- 1960年代 … 38級程度
- 1970年代 … 15級程度
- 2000年代後半 … アマ三 - 四段程度
- 2010年代前半 … アマ四 - 六段程度
- 2010年代後半 … プロ最強レベルを超える

### 1970年代以前
コンピュータ囲碁の研究はアメリカで始まった（1962年Remusによるコンピュータ囲碁の論文「囲碁の好手、悪手に関する研究」）。最初に19路盤で動作するプログラムを書いたのは1969年のアメリカのZobristで、この時の棋力は38級程度（囲碁のルールを覚えた程度の棋力）であった。
70年代に入って、置かれた石の周辺に発生する影響力を関数として扱う手法や、石の生死を判定するアルゴリズムなどが生まれた。1979年には、攻撃と防御の基本的戦略と、完全につながった石を「連」、つながってはいないがひと塊の石として認識できる石の集まりを「群」として扱う階層パターンを持った囲碁プログラムInterim.2が15級程度の棋力を発揮した。

### 1980年代
1984年に、初めてのコンピュータ囲碁大会USENIXが開催される。翌1985年、台湾の応昌期が設立したING杯（1985-2000）は2000年までに互先で人間の名人に勝てば4000万台湾ドル（約1億4千万円）の賞金を出したことで有名になったが、初期は9路盤を使用していた。
1980年代のソフトでは、アメリカの「Nemesis」「Go Intellect」、台湾の「Dragon」、オランダの「Goliath」などが有力で、日本の第五世代コンピュータでも人工知能応用ソフトとして「碁世代」が開発された。また、この頃から、商用ソフトが販売されるようになった。

### 1990年代
90年代になると中国の「Handtalk」、「Silver Igo」などがアマチュアの級位者上級並みの棋力に到達した。また、日本での大会としては、FOST杯（1995-1999）、世界コンピュータ囲碁大会 岐阜チャレンジ（2003-2006）などが開催された。
初期のコンピュータ囲碁のアルゴリズムは、人間の思考に近い手法を採用していた。まず、石の繋がり・地の大きさ・石の強さ（目の有無）などからある局面の状況を評価する静的評価関数をつくる。次に、評価関数の結果を元に石の活きを目指す・相手の石を殺す・勢力を拡大するなどさまざまな目的の候補着手を導く。もしくは、定石・布石・手筋などのデータベースを参照する知識ベースの手法により候補となる着手を作成する。各着手についてその後、数手進めた局面を評価関数によって評価する（ゲーム木探索）。到達局面での評価を元にミニマックス法により互いの対局者が最善手を選択した場合の現局面における各候補着手の優劣の評価を行い着手を決定する。その際、アルファベータ法を採用し、有望ではない着手の先読みを途中で打ち切り、有望な手を深く読む工夫を施した。
1993年、ランダムな候補手で終局まで対局をシミュレーションし（プレイアウトという）、その中で最も勝率の高い着手を選ぶというモンテカルロ法を応用したアルゴリズムを持つ囲碁プログラムが登場した。当初は、コンピュータの性能が低かったことと、単純にランダムな着手によってプレイアウトを行ったため従来の手法を持ったプログラムより弱かった（原始モンテカルロ碁）。
1997年、ING杯で「Handtalk」がアマ高段に19路盤で9子局の置き碁（ハンディキャップ付きの対局）で勝利したのが終了までの最高成績であり、プロにはほど遠い棋力であった。

### 2000年代
2006年、ゲーム木探索とモンテカルロ法を融合し、勝率の高い着手により多くのプレイアウトを割り当てプレイアウト回数が基準値を超えたら一手進んだ局面でプレイアウトを行う「モンテカルロ木探索」を実装した囲碁プログラム「Crazy Stone」が登場した。2006年にCrazy Stoneが第11回コンピュータオリンピアードの9路碁部門で優勝すると、急速にその手法が広がり他の多くのソフトウェアも同様のアルゴリズムを採用するようになり、コンピュータ囲碁は格段の棋力向上を果たすようになった。2007年に開催された第1回UEC杯コンピュータ囲碁大会（以下UEC杯）でもCrazy Stoneは優勝した（Crazy Stoneは2011年から『最強の囲碁』として市販化）。
2008年3月、パリ囲碁トーナメントのエキシビジョンでモンテカルロ木探索を採用した「MoGo」がタラヌ・カタリン五段（以下、段位・称号は対局当時のもの）と対戦した。19路盤は9子局で敗れたが、互先の9路盤での対局では3局対戦し1局に勝利した。9路盤のエキシビジョンであるとはいえ、コンピュータがプロ棋士に公の場で互先で1勝を挙げたのは史上初のことだった。8月に行われたアメリカ碁コングレスでは、「MoGo」が9子局で韓国のプロ棋士に勝利した。当時はプロ棋士を相手に9子局で勝つというのは非常に高い壁だと考えられており、このニュースも驚きをもって迎えられた。9月に行われた第7回情報科学技術フォーラムでは、MoGoの9子局での勝利を受け、Crazy Stoneと青葉かおり四段のエキシビジョンマッチが8子局で行われた。Crazy Stoneは序盤から中盤にかけて損を重ねながらも中押しで勝利した。このとき、即興で王銘琬九段との9路盤での対局もCrazy Stoneが定先（コミのない碁）のハンデをもらう形で行われ、Crazy Stoneが1目勝ちした。青葉はCrazy Stoneは少なくともアマチュア二段程度の棋力はあると評価し、王は「十九路盤の棋力を判定するならアマ三段ぐらいだが、まだ底知れない力を秘めている」「プロレベルまで、十年以内で来るのではないか」と評価した。12月の第2回UEC杯では優勝したCrazy Stoneと青葉の対局が7子局で行われ、ここでもCrazy Stoneが勝利した。
2009年8月には、同年5月に開催された「第14回コンピュータオリンピアード」の優勝プログラム「Zen」（『天頂の囲碁』として市販）が、9路盤で黒番コミ2目半というハンデをもらって王と対局し、勝利した。Zenも実力をアマチュア三・四段と評価されており、王は「従来の囲碁ソフトは読み切れる局面で力を発揮したが、このソフトは読み切れないような難しい局面において力を発揮する」と評価した。11月に行われた第3回UEC杯では、優勝したZenと3位の「KCC囲碁」が6子局でプロ棋士に挑んだ。ここでは、Zenが青葉四段に中押し負け、KCC囲碁も鄭銘瑝九段に中押し負けに終わった。

### 2010年代前半
2010年10月には、第15回コンピュータオリンピアードの優勝プログラムである台湾の「ERICA」と藤沢里菜初段の対局が6子局で打たれ、結果は藤沢の中押し勝ちとなった。ERICAは序盤に悪手を連発したものの、中盤からは独特の手を打ち、藤沢は「最初は順調だったが、途中から定石にない手を時々打たれて難しくなった」と対局を振り返った。11月の第4回UEC杯では、優勝したZenは青葉かおり四段に6子局で中押し負けしたが、準優勝の「Fuego」は鄭銘瑝九段に6子局で中押し勝ちした。
2011年12月の第5回UEC杯では、優勝したZenと鄭、準優勝のERICAと小林千寿五段の対局が6子局で打たれ、ERICAは敗れたがZenは中押し勝ちした。鄭はZenについて「アマチュア四段以上はある」とその実力を評価した。
2012年2月25日には、ライブストリーミングサイト「ニコニコ生放送」の企画で、Zenと二十四世本因坊秀芳（石田芳夫九段）の13路盤対局が、Zenの黒番コミなしで打たれ、結果は石田の中押し勝ちとなった。石田はZenの実力について、19路盤なら5子差程度ではないかと語った。
2012年3月17日には、電気通信大学のイベントで、Zenと大橋拓文五段との9路盤対局、同じくZenと武宮正樹九段との19路盤対局が行われた。これ以降、9路盤での対局はハンデのない互先で行われるようになる。大橋との対局は持ち時間20分、コミ7目の持碁有りで黒と白を入れ替えての2局打たれ、Zenの黒番では大橋の中押し勝ち、白番ではZenの5目勝ちとなった。武宮との対局は持ち時間30分、一局目が5子局、2局目が1局目の結果を受けての一番手直りで打たれ、1局目はZenの11目勝ち、4子局となった2局目はZenが20目勝ちした。
2012年11月25日には、電気通信大学のイベントで、Zenと蘇耀国八段、大橋拓文五段、一力遼二段の3名が9路盤で対局した。対局はプロ一人がそれぞれ黒と白を1局ずつ持って計6局、黒番コミ7目の持碁有りで打たれ、プロの6戦6勝となった。盤面の小さな9路盤はコンピュータに有利な舞台ではあったが、プロ側は事前研究を重ね、また、一力が劣勢から逆転した第1局の勝利からもヒントを得て全勝を果たした。
2013年からは「電聖戦」が開催されることとなった。これはその年のUEC杯コンピュータ囲碁大会で決勝に進んだ2つのプログラムが、日本棋院のプロ棋士とハンデ付きで戦うというものである。第1回大会では、第6回UEC杯で優勝したCrazy Stoneは石田九段に4子局で3目勝ち、準優勝のZenは同じく4子局で中押し負けであった。石田はCrazy Stoneを「アマ六段くらいの力は十分ある。ただ、プロレベルにはまだまだ」と評した。大会実行委員長の伊藤毅志は「プロレベルになるのは約10年後」と語った。
2014年2月11日に、コンピュータ将棋と人間が対局する棋戦「将棋電王戦」を主催するドワンゴが、囲碁版となる「囲碁電王戦」を電気通信大学の後援で開催した。同時期に開催されていた将棋電王戦が人間とAIの真剣勝負としての性格を持っていたのに対し、この時期におけるプロ棋士と囲碁AIには歴然とした実力差があり、イベントはエキシビジョン的な要素が強かった。張豊猷八段と平田智也三段がZenを相手に9路盤でそれぞれ黒と白を1局ずつ持ち、合計4局が互先先番コミ6目半、持ち時間20分・秒読み30秒で打たれ、人間側の4戦4勝となった。Zenの開発者である加藤英樹は「プロ棋士にもミスがあったが、チャンスを生かすことができなかった。これまではコンピューターが打つ手の意外性で人間と戦ってきたが、研究を重ねられて通用しなくなってきたようだ。ソフトに改良を加え、来年こそは勝ちたい」と語り、張は「コンピューターの打ち方を学んでいたからこそ勝てたが、小さい碁盤ではプロとコンピューターは、ほとんど互角だと思う」と感想を話した。また、第1回電王戦では世界アマチュア囲碁選手権戦日本代表決定戦連覇の実績を持つ江村棋弘とZenの13路盤対決、政界きっての打ち手とされる小沢一郎アマ6段とZenの19路盤対決も行われた。13路盤対決は白黒を入れ替えて2局行われたがいずれも江村の勝利、1局のみ行われた19路盤対決ではZenの勝利となった。Zen開発チームの代表・加藤英樹は「小沢さんとの一戦では、厳しい手を選ぶことが多いZenが（人間のように）囲い合っていたのは新たな発見。19路でプロと互角に戦うのは大変だが、9路では10年程度で追いつきたい」と話した。同年7月26日、ニコニコ囲碁サークルにおいて、小沢一郎同様政界の強豪である与謝野馨アマ7段とZenの対局が行われ、Zenが勝利している。
2014年3月の第2回電聖戦では、依田紀基九段がCrazy Stone(第7回UEC杯準優勝)、Zen(第7回UEC杯優勝)と4子局(下手半目コミ出し)を打ち、Crazy Stoneに2目半負、Zenに中押し勝ちと、第1回とほぼ同じ結果に終わった。2014年12月の時点ではコンピュータが人に勝つのは10年後になるのではと予想された。
2015年1月には世界最強銀星囲碁15と井山裕太名人が4子局を2局打ち、井山名人が2勝した。PCのスペックはCPU: Core i7-5960X 8コア 3.0GHz メモリ: 16GB、第1局は白30目勝ち、第2局は白1目勝ちだった。
2015年3月の第3回電聖戦では25世本因坊治勲（趙治勲）がCrazy Stone(UEC杯優勝)と3子局、Dolbaram(UEC杯準優勝)と4子局を打ち、Crazy Stoneに中押し勝ち、dolbaramに中押し負けした。
2015年5月には、人工知能学会全国大会において下坂美織二段がZenと3子局を打ち、下坂が中押し勝ちした。
2015年11月に行われたミリンバレー杯世界コンピューター囲碁トーナメントではDolBaramが優勝し、エキシビションマッチで中国棋院所属棋士の連笑七段がDolBaramと4子局からの一番手直り3番勝負を行うことになった。結果は連笑が4子でDolBaramに中押し勝ち、5子でDolBaramに中押し勝ち、6子でDolBaramに中押し負けであった。

### 2010年代後半

#### アルファ碁の動向
2016年1月28日、Googleの完全子会社であるイギリスのGoogle DeepMind社が開発した、ディープラーニングの技術を用いた人工知能（AI）のコンピュータソフト「アルファ碁（AlphaGo）」が、2013年から2015年まで欧州囲碁選手権を3連覇した樊麾二段と対局し、5戦全勝したことに基づく研究論文がイギリスの科学雑誌ネイチャーに掲載された。囲碁界でコンピュータがプロ棋士に互先で勝利を収めたのは史上初である。
対局は2015年10月5日から10月9日にかけて、互先コミ7目半の中国ルール、持ち時間60分で切れたら1手30秒、ただし30秒単位で合計3回の考慮時間の条件で5局打たれ、1局目で白番のアルファ碁が2目半勝ちした後はいずれもアルファ碁が中押し勝ちした。またこの論文では、アルファ碁と市販版のCrazyStoneやZenなど5種の既存のソフトウェアが1手5秒の条件で対局し、495戦して494勝の成績を上げたこと、およびCrazyStone、Zen、Pachiの3ソフトに4子のハンデを与えてそれぞれに77%、86%、99%の勝率を上げたことを報告した。ソフト同士の対局を行ったアルファ碁のハードウェアはCPU48、GPU8の構成であるが、開発チームはCPU1202、GPU176からなる分散コンピューティングでもアルファ碁を稼働しており、こちらは前者に対して勝率77%を上げ、プロ五段の実力があると推定しており、樊麾に対して勝利したのはこの分散コンピューティングによるものである。

##### 李世乭との対戦
論文公開と同時にGoogleは、2016年3月にアルファ碁が韓国の第一人者である李世乭九段と五番碁を打つことを発表した。2016年2月22日にソウルで行われた記者会見において五番碁の詳細が公表され、対局は3月9日から15日までの1週間のうち5日間に1日1局ずつ、どちらかが先に3勝しても必ず第5局まで打たれ、持ち時間はチェスクロックを使用しての双方2時間で切れたら1手1分、ただし1分単位で合計3回の考慮時間があり途中休憩はなし、コミ7目半の中国ルールで打たれる。Googleが李に支払う金額は、対局料として15万米ドル、五番碁に3勝して勝利した際の賞金が100万米ドル、それとは別に1局勝つごとにボーナスが2万米ドル（支払いは1米ドル＝1100韓国ウォンの固定レートで行われる）、アルファ碁が五番碁に勝利した際は100万米ドルをUNICEF、STEM教育および囲碁関連慈善団体に寄付するとされた。対局はアルファ碁が先に3勝をあげ、通算成績4勝1敗で勝利した。

##### バージョンアップ
2016年から2017年の年末年始にかけて、インターネット対局場の東洋囲碁、野狐囲碁に「magister」「master」と名乗るアカウントが登場し、柯潔、朴廷桓、井山裕太ら全てトップレベルのプロ棋士と推定される相手に1手60秒未満の早碁で60戦全勝の結果を残し話題となった。2017年1月4日にDeepMindのCEOであるデミス・ハサビスは自身のTwitterアカウントで、この2つのアカウントはバージョンアップしたアルファ碁の非公式テストを行ったものであったことを明かし、対局した棋士への謝辞を述べるとともに、2017年中に長時間によるプロ棋士との公式の対局の予定があることを発表した。

##### 囲碁の未来サミット
DeepMind社CEOのデミス・ハサビスは2017年4月10日に、同年5月23日から27日までの5日間にわたり、中国浙江省の烏鎮で「囲碁の未来サミット」を開催することを発表した。メインイベントとして、2017年現在で世界最強の棋士とされる中国の柯潔九段とアルファ碁の三番碁が打たれ、柯潔には対局料として30万ドルが支払われ、さらに三番碁に勝利した際の賞金として150万ドルが設定された。持ち時間は3時間で切れたら1手1分、ただし1分単位で合計5回の考慮時間ありのルールで打たれる。アルファ碁のバージョンは上述のmasterとなる。この他、5月26日朝には古力と連笑の両トッププロがそれぞれアルファ碁とペアを組み、「人間&コンピュータ」のペアが1手ずつ交互に打って相手のペアと競うペア碁が打たれ、同日昼からは陳耀燁、周睿羊、羋昱廷、時越、唐韋星の中国トッププロ5人が合議でアルファ碁と対局する相談碁が打たれる。
柯潔とアルファ碁の三番碁は、23日の第1局はアルファ碁が271手で白番1目半勝ち。25日の第2局はアルファ碁が155手で黒番中押し勝ち。27日の第3局はアルファ碁が209手で黒番中押し勝ちし、アルファ碁は3戦全勝で三番碁を終えた。また、トップ棋士5人によるチームとの対局にも勝利し、ペア対局ではAlphaGoと連笑のペアが勝利した。これを受け、デミス・ハサビスは「アルファ碁と人間との対局はこれを最後とする」と宣言した。

##### アルファ碁ゼロ
DeepMind社は「人間の棋譜を一切使わず、ルールだけを教えられた状態」からコンピュータ囲碁を強くする研究として「アルファ碁ゼロ（AlphaGo Zero）」を開発し、2017年10月19日発売の「ネイチャー」誌にその研究論文が掲載された。アルファ碁ゼロは完全な初心者の状態から自己対局を続けて学習を重ね、3日目で李世乭に勝利したバージョンに追いつき、21日目にはトッププロに60連勝し柯潔にも勝ったMasterの強さに追いついた。学習40日目では、対李世乭戦バージョンに100戦して全勝、対Masterでは100戦して89勝11敗の成績を上げるレベルに到達した。一切人間の棋譜を使っていないにもかかわらず、学習の過程では人間の序盤定石と同じ手順も発見し、そこからさらに全く未知の定石を操るようになった。

##### AlphaZero
2017年12月5日、DeepMindの開発チームはAlphaGo Zeroからさらに汎化したアプローチを使用したAlphaZeroが、チェス、将棋、囲碁の世界チャンピオンプログラム（当時）であるStockfish、elmo、AlphaGo Zero（3日間学習）を破ったと発表した。

#### アルファ碁以外の動向
2016年2月には、Zenと伊田篤史十段が4子局を打ち、Zenが中押し勝ちした。
2016年3月1日には、ドワンゴが東京大学と日本棋院の協力を得て、世界最強の囲碁AIを目指す「DeepZenGoプロジェクト」の発足を発表した。Zenの開発者である尾島陽児と加藤英樹を中心に、ディープラーニングを専門とする東京大学の松尾豊研究室が参加し、ドワンゴは自らの有するディープラーニング専用GPUサーバファームを提供し、半年から1年でアルファ碁に対抗しうるコンピュータ囲碁の開発を目指す。記者会見に出席した加藤は、現段階でZenはアルファ碁に対して勝率は3から4%と推定されるが、両者の差は開発環境におけるハードウェアの物量と性能差によるところが大きいとし、アルファ碁に匹敵する環境を得られれば1年で追いつき追い越すことも可能であると述べた（以下、本プロジェクトに関与するZenを特に「DeepZenGo」と記載するが、引用元の発言で単にZenと語られている場合はそのまま記載する）。
2016年3月の第4回電聖戦では、小林光一名誉棋聖がZen（UEC杯優勝）、darkforest（UEC杯準優勝）と向3子局を打ち、Zenに4目半負け、darkforestに中押し勝ちした。Zenはアルファ碁以外のコンピュータ囲碁として初めて公開の場で3子局でプロ棋士に勝利した。
2016年6月7日には、第30回人工知能学会全国大会のイベントとしてZenと武宮陽光六段の2子局が打たれ、Zenが9目半勝ちした。Zenはアルファ碁以外のコンピュータ囲碁として初めて公開の場で2子局でプロ棋士に勝利した。
2016年1月に日本棋院は「第1回13路盤プロアマトーナメント戦」を開催し、アマチュア予選にコンピュータ囲碁ソフトが参加可能であることを発表した。同年6月に開催されたアマチュア・コンピュータ代表決定トーナメントでは、同年UEC杯優勝のZen、4位のAya、6位のCGI、7位のRayの4ソフトが参加しアマチュア選手と本戦進出を争ったが、予選通過に5連勝が必要な中、Zenが3勝、その他3ソフトが1勝するにとどまり、予選通過はならなかった。
2016年11月23日には、「寝屋川囲碁将棋まつり」でZenが河英一六段と互先で対局し、Zenが中押し勝ちした。
発足当初の発表通りに最後となることが発表されていた2017年3月の第5回電聖戦では、一力遼七段が中国の絶芸（UEC杯優勝）、日本のDeepZenGo（UEC杯準優勝）と互先で打ち、二局ともコンピュータ囲碁が中押し勝ちした。コンピュータ囲碁は初めて電聖戦でプロ棋士に連勝した。
2017年6月に開催された第3回Mlily夢百合杯世界囲碁オープン戦にDeepZenGoが参加し、1回戦で韓国の申旻埈に中押し勝ちしたが、2回戦で中国の王昊洋に半目負けした。
2018年2月20日には、日本棋院のオンライン対局場「幽玄の間」に囲碁ソフト「AQ」がプロ棋士の練習対局用に導入されることを記念して、AQと芝野虎丸、本木克弥、許家元の3人との対局がコミ6目半、持ち時間30分、使い切ってから1分の秒読み3回で各人1局ずつ打たれ、結果は芝野が黒番中押し勝ち、本木が黒番中押し負け、許が白番中押し勝ちであった。
2018年4月に中国・福州で開催された「第１回貝瑞基因杯世界AI囲碁大会」では、「絶芸」と同じテンセントのWeChatの翻訳開発チームが制作した「鳳凰囲碁」（PhoenixGo / BensonDarr）の争いとなり、決勝三番勝負で鳳凰囲碁が2勝1敗で絶芸を破り優勝した。
同じ2018年4月には、中国の清華大学が制作した星陣囲碁（Golaxy）が柯潔ほかの中国のプロ棋士と30局の練習対局を行い、人間側定先の手合で28勝2敗と大きく勝ち越した。
2018年5月2日には、2016年1月に囲碁AI「darkforest」を公開していたFacebookが、新たな囲碁AIであるELF OpenGoを発表しソースコードを公開した。AlphaGo Zeroと同じ方法を用い、GPU2000個を2週間使った強化で、囲碁AIのLeela Zeroに198勝2敗、韓国のトップ棋士である金志錫、申眞諝、朴永訓、崔哲瀚の4人に対し、コンピュータが1手50秒、人間が持ち時間無制限の条件で14戦全勝し、その実力を示した。

##### 第2回囲碁電王戦
2016年11月9日にドワンゴはZen開発者の加藤、東大松尾研、日本棋院と共同で「DeepZenGoプロジェクト」の中間報告を行い、同年9月段階におけるDeepZenGoが、2015年10月にアルファ碁が樊麾に勝った時と同程度の棋力に向上したと推定されることを発表した。これを受けて同時にドワンゴは第2回囲碁電王戦を開催し、DeepZenGoと趙治勲名誉名人が11月19日から23日にかけて三番碁を打つことを発表した。三番碁は互先で日本ルールのコミ6目半、持ち時間はチェスクロックを使用した2時間で切れたら1手1分、ただし1分単位で合計3回の考慮時間があり、途中でどちらかが先に2勝を上げても必ず第3局まで打たれる条件で行われる。対局におけるDeepZenGoのハードウェアスペックはCPU: Xeon E5-2699v4×2（44コア、2.2GHz）、GPU: TITAN X(Pascal世代)×4であり、ソフトウェアとハードウェアの趙への貸与は行われない。
11月19日に打たれた第1局は223手で黒番趙の中押し勝ち。序・中盤ではDeepZenGoが趙をリードし、対局中には立会人の張栩九段が「ここまではボクより強い打ち方をしているのでは。基本がしっかりしている」と評価し、趙も対局後「布石がめちゃくちゃ強い。まだ展開が予想できない序盤での想像力の高さに人工知能の強さを感じた」と振り返った。しかし終盤のヨセでDeepZenGoに疑問手が出ると趙が正確な着手で逆転した。
11月20日の第2局は179手で黒番DeepZenGoが中押し勝ち。DeepZenGoはアルファ碁以外のコンピュータ囲碁として初めて公開の場で互先でプロ棋士に勝利した。DeepZenGoは第1局同様に序盤でリードを築くと最後は趙の大石を殺して勝利を確定させた。開発者の加藤は「感無量です。（持ち時間を1時間近く残して負けた）第1局より一手の考慮時間を1.6倍増やした。最終局に向けてさらに改良を加えていきたい」と語り、趙は「強すぎますね。人間が気がつかない手を打つ。ソフトが出たら勉強したい」と振り返った。
11月23日の第3局は167手で黒番の趙が中押し勝ちし、2勝1敗で三番碁の勝ち越しを決めた。模様を張るDeepZenGoに対して趙が実利を稼いで凌ぐ展開となったが、ヨセに入った段階でDeepZenGoが形勢を過大評価していることを悟った開発者の加藤が投了を判断した。3局全体を振り返って趙は「強かった。日本にきて55年間囲碁の勉強をしているけど、今までの積み重ねは何だったろうというくらい、序盤の感覚は違った。3月にZenの碁を見てから半年でボクは退化したけど、その間にZenはすごく成長した。半年後に対局したら負けちゃうかもしれないけど、恥ずかしいとも、悔しいとも思わない。AIが強くなったら、それを使って勉強して、互いに強くなっていったらいいんですよ。ここまで強くなってくれて感謝の気持ちしかありません」と語り、加藤は「負けたほうが得るものが多い。どこを直せば強くなるのか方向が見えてきたので、得るものが多い対局だった」と総括した。

##### ワールド碁チャンピオンシップ
2016年11月29日に日本棋院は、新国際棋戦「ワールド碁チャンピオンシップ」を2017年3月21日から23日に大阪で開催することを発表した。日本・中国・韓国のプロ棋士代表とコンピュータ囲碁の4者が総当たり戦で争う。日本ルールのコミ6目半で持ち時間は3時間。賞金は優勝3000万円、準優勝1000万円、3.4位500万円。日本代表として井山裕太九段（発表当時六冠）、コンピュータ囲碁はDeepZenGoの出場が同時に発表され、中国代表は羋昱廷九段、韓国代表は朴廷桓九段が出場する。日本棋院はアルファ碁にも出場を打診したが、スケジュールの都合で不参加となった。
3月21日の羋昱廷九段 - DeepZenGo戦は283手で羋が黒番中押し勝ち。22日の朴廷桓九段 - DeepZenGo戦は347手で朴が黒番中押し勝ち。23日の井山裕太九段 - DeepZenGo戦は235手でDeepZenGoが黒番中押し勝ちし、DeepZenGoは1勝2敗の3位に終わった。

##### 囲碁電王戦FINAL
2018年3月16日、ドワンゴは、DeepZenGoが日本棋院「幽玄の間」でのプロ棋士とのネット対局において2017年6月から3407戦を行って勝率96.5%を記録し、プロジェクトの発足当時に掲げた「イ・セドルと戦った際のAlphaGoの強さに追い付く」という目標を達成できたとして、同年春をもって「DeepZenGOプロジェクト」を終了することを発表した。同時にドワンゴは、3月24日から4月7日にかけて「囲碁電王戦FINAL」を開催し、これまでにDeepZenGoが対局して敗れた、羋昱廷九段・朴廷桓九段・趙治勲名誉名人の三名と再戦し、その対局を最後にDeepZenGoを引退させることを宣言した。
3月24日に北京で開催された第1局:羋昱廷九段 - DeepZenGo戦は229手で羋が黒番中押し勝ち。4月1日にソウルで開催された第2局:朴廷桓九段 - DeepZenGo戦は169手でDeepZenGoが黒番中押し勝ち。4月7日に東京で開催された第3局:趙治勲名誉名人 - DeepZenGo戦は85手でDeepZenGoが黒番中押し勝ちし、DeepZenGoは2勝1敗で勝ち越しを決めた。第2回囲碁電王戦、ワールド碁チャンピオンシップ、囲碁電王戦FINALを通じて、黒番4戦全勝、白番5戦全敗と極端な成績で終えた。

### 2020年代
大橋拓文は2020年のインタビューで、プロ棋士の認識ではコンピュータ囲碁は対局相手から研究ツールに変化していると語っている。
芝野虎丸は2020年の対談において2年ほど前からプロ棋士に普及したと述べている。
2022年11月、コーネル大学のTony Tong Wangが最強のコンピュータ囲碁プログラムであるKataGo相手に99％の確率で勝利できる新たな対コンピュータ戦法を発見したことが発表された。この時は「自分の手番では自分のニューラルネットワーク、相手の手番では相手のニューラルネットワークを相互に分析する」学習方法を用いたことで、「碁盤の角に少数個の石で『地』を張り、相手の地に自分の石をあえて置く」というもので、人間相手に同様の戦法を用いても簡単に負けるという、完全な対コンピュータ用戦法であった。
2023年2月には、FAR AIが発見したAIの欠陥を突くことで、アマチュア棋士のケリン・ペリンがKataGo相手に15戦14勝したことが発表された。この時の戦法は「ゆっくりと石の大きな輪を作ることで相手の陣地の一つを囲み、その間に盤面の他の隅で手を打ってAIの注意をそらす」というもので、これも人間相手に同様の戦法を用いても簡単に負けるものであった。この結果についてFAR AI最高責任者のアダム・グリーヴは、「この戦術は実際にほとんど使われていないため、AIシステムが十分に訓練を受けていなかった」と推測している。大橋拓文はこれを「ドーナツ戦法」と呼んでおり、同じディープラーニングを使ったソフトに共通する弱点とされる。KataGoは対策として石が輪を作らないようにすることで対処しているが、根本的な解決ではないという。
2025年の時点で、プロ棋士とコンピュータ囲碁の棋力の差は2子程度とされる。
人間の強さを超えてからは、純粋な棋力よりも設定した段位に見合った強さを再現するなど、人間らしい打ち方の研究が行われている。
対局中にスマートフォンなどでAIの手を参照する不正行為（ソフト打ち、カンニング）が問題となっている（後述）。

## 対局以外での利用
プロ棋士を超える棋力を獲得した現在では対局以外での活用も増えている。

### AIを利用した検討・研究での利用
2018年以降、Leela ZeroやELF OpenGoなどのオープンソースの囲碁AIも登場した。またそれらを利用しての検討・研究に特化したGUIフロントエンド「Lizzie」などのソフトも登場し、AIを利用しての囲碁の研究がプロ棋士の間でも盛んに行なわれるようになった。また、AIが指し示す新しい定石などを解説した書籍も多数出版されている。
AIの発達以前の研究会では、男性のベテラン棋士の意見が尊重される傾向にあり若手は意見を言いにくく、出産や育児で研究会に参加できない女性棋士は参加しにくかった。AIが人間を超えてからは、時間を気にせず自宅での研究も可能になったことや、AIを使いこなす若手がトップとなったこともあり、2020年代前半から若手や女性棋士の躍進に繋がった。研究会はAIで調査した最新の戦法を試すため早碁対局が主流となった。またAIを使いこなす棋士の意見が尊重されるようになり、若手や女性も意見が言いやすくなった。
初期から囲碁AIを利用している大橋拓文は、個々の囲碁AIを比較検討する研究会を開いている。
ディープラーニングには高性能なGPUを搭載したグラフィックボードが必要で電気代もかさむため、個人が環境を構築するには制約があった。またプロ棋士は普及活動や海外への対局で移動も多いため自宅に導入した高性能PCが利用できないこともあり、クラウドサービスの活用が行われている。上野愛咲美が導入マニュアルを配布したため、日本のプロ棋士の間ではAWSが普及している。

### 対局中継での形勢判断
囲碁はある程度の知識が無いと盤面を見ても優劣を判断できないが、囲碁AIによる形勢判断を数値で表示することで優劣を分かりやすく見せることが可能となった。
囲碁・将棋チャンネルで放送されている竜星戦や女流棋聖戦などで2019年頃から囲碁AIによる形勢判断の表示が導入されている。また、NHK杯テレビ囲碁トーナメントでも第69回（2021年度）から、AIによる形勢判断（%表示）が画面上部に表示される。第70回からは、1手ごとに「(先後の)手番」と「AI候補手」(3つまで)が、第72回からはタッチパネル式の大盤で形勢判断を表示するようになった。

## コンピュータ碁の課題点

### モンテカルロ碁の登場前
評価関数が作りづらいこと
チェスや将棋では、それぞれの駒の価値が異なるため、駒の交換による損得を評価することができる。また、王将・キングというターゲットがはっきりしているため、王将・キングの守りが薄いか堅いかを評価するなど比較的有効な評価関数を作ることが可能である。しかし、囲碁では、盤面が広いため序盤では計算量が多すぎる。石自体に軽重がなく、置かれた場所や形により要石になったりカス石に変化するため、石がぶつかる中盤では計算が複雑となる。計算量が少なくなるヨセの段階では見合い計算や出入り計算による形勢判断が行われるが、手番やコウの存在により変動するため局面によっては終局まで不確定ということもある。そのため、チェスや将棋のように、有効な評価関数を作ることはできなかった。オセロでは、隅を取ることが非常に重要である。そのため、隅を占めることを高く評価する評価関数が有効である。しかし、囲碁では、同じ盤上の地点であっても、状況によってその価値が大きく異なることが多く、ここを占めれば明らかに有利という評価が難しかった。
感覚的な部分が多いこと
将棋に比べ、囲碁は最善手と次善手の差が少ない場面が多い。また、理詰めで着手を導きやすい将棋と比較して、感覚的な部分が多分にあることも、アルゴリズムとの親和性が低い一因である。
データベースが膨大であること
将棋・チェス・オセロの定跡と囲碁の定石では、終局までの手数に占める定石・定跡の手数の割合が将棋・チェス・オセロのほうが高く、勝敗に対する影響度も定石に比べ定跡のほうが高い。そのため、データベースの充実による棋力上昇は、将棋・チェス・オセロのほうが効果的である。オセロと囲碁は、終局に向かうにつれて、着手可能点が減り、最終的には読みきり可能な点で等しい。しかし、オセロの場合は、定石が終わり終局まで読みきれる終盤に至るまでの間（中盤）が囲碁と比べ圧倒的に短い。
盤面が広いこと
将棋・チェス・オセロ・囲碁の盤面の広さは、囲碁が一番広く、力まかせ探索は最も計算量が多い。
このような理由により、悲観的な見方では21世紀中に名人に勝てるコンピュータソフトは現れないだろうと言われていた。限られた範囲内の死活を問う詰碁ではしらみつぶしに着手を探ることでプロ級の評価が挙がるプログラムはあったが、実戦の死活は詰碁になっている部分から石が長く連なっている場合も多く、その先で一眼できる可能性があったり、他の生きた石と連絡が残っている場合がある。更に、仮に石が死ぬケースであってもフリカワリでそれに代わる利得がある場合などもあり、力まかせ探索には手数が膨大で不可能である。このため、あらゆる手を読まなければならない複雑な中盤になると途端に弱かった。特に厚みをどう評価するかは人間のプロにも見解が異なり、説明も感覚的になりがちで、アルゴリズムに落とし込むことは困難であった。プロ棋士は目指す局面とするため、地になりそうな場所や助かりそうな石を捨てるなど大局観による判断でその場の最善手を選ばないこともあり、プロを超えることは不可能とも言われていた。

### モンテカルロ碁の登場後
囲碁は将棋類に比べ最善手と次善手、三番手の差が小さく一本道の攻防が少ないという特徴から、ランダムなプレイを多数回行って勝率を調べることで形勢を評価することが可能である。したがって、その性質を利用したモンテカルロ碁の登場により、2009年にはこの段階でアマチュアの最上位者やプロ目前の奨励会員三段と同等の棋力と評価されていたコンピュータ将棋よりも先に、プロ最上位者に勝つのではないかとする見解も現れた。また、モンテカルロ碁では、従来の評価関数を用いるアルゴリズムに比べて、ソフト開発者の棋力がそれほど必要ないそのため、研究者の裾野の広がりが期待できるとされた。
モンテカルロ碁は、終局までをシミュレーションし、勝率の高い着手を選択する。したがって、計算力が棋力に大きな影響を与える。このことから、プレイステーション3を8台使用するソフト「不動碁」が現れるなど、計算機の廉価化も棋力向上の要素となった。また、アルゴリズムの改良により、木探索の効率化も図られている。具体的には、石の配置などから良さそうな手を判断し、優先的もしくは限定的にプレイアウトを行う方法、終局図に至る手順を考慮せずすべての着手を1手目とみなすことにより1回のプレイアウトで数十倍のプレイアウト結果を得たと仮定してプレイアウト回数を稼ぐ方法などがある。
モンテカルロ碁の弱点として、死活やシチョウなど「正解手順はたった一つでかつ長手順だが、正解手順とそれ以外の手順に極めて大きな結果の差が生じるような」手順を見つけにくい点がある。単純なランダム着手によるプレイアウトでは弱いが、着手点を絞るためには手の評価を行わねばならず、正確な評価をしようとするほど、リソースを消費し、プレイアウトの数を減らさざるを得ないという矛盾が生じる。このため、パターンの少ない小碁盤であるほど、一般にその棋力は向上する。
棋風として、序盤は布石を使わない力碁、中央重視、半目勝負になる細かい碁になりやすい、負ける場合は大差となるなどの特徴が指摘されていた。また確率的な計算であるため、目算など形勢判断が苦手という問題点もあった。
こうした問題点は将棋ソフトがプロ棋士を次々と下している（将棋電王戦に関する記述を参照）中で、19路盤はおろか13路盤でもアマの日本代表クラスに歯が立たないなど、囲碁におけるプロ棋士の優位は揺るがなかった。このため、モンテカルロ法も限界に近付いており、新手法の発見がなければプロ棋士を超えるのは難しいとする開発者サイドの見方もあった。
2008年ごろには、布石などの知識の導入、数理的解析法の利用により着手を絞る方法をいかに簡素で効果的にするか、もしくはプレイアウト数を稼ぎ、いかに有効な手に深くモンテカルロ木探索を延ばすか、というアプローチで研究が進んでいた。

### アルファ碁（AlphaGo）の登場
2015年10月に非公開で行われていた対局でGoogleが開発したコンピュータソフト「アルファ碁（AlphaGo）」がフランスのプロ棋士である樊麾（中国ではプロ二段）と対戦し、5戦全勝していたことが2016年1月28日に各報道機関を通して伝えられた。アルファ碁はモンテカルロ木探索にディープニューラルネットワークを組み合わせており、自ら対局を繰り返して試行錯誤し強化学習を行った。その結果、アルファ碁は他の市販ソフトに500局中499局で勝利を収めるほどの実力に達し、他のソフトがトッププロ棋士に3子置いても勝つのが難しいという状況から驚異的なブレイクスルーを果たすこととなった。

### アルファ碁の登場後
ディープラーニングにより通常の対局では人間を超えたが、囲碁の入門者が習うレベルの死活を判断出来ない場合がある。これはソフトウェアは死活などのルールを論理的に理解しておらず、統計的に勝率の高い手を選択していることが原因とされる。この問題を解決するには死活などを正確に定義しルーチンとしてソースコードに記述するか、「ルールを理解する」というブレイクスルーが必要となる。
2025年のインタビューにおいて、一力遼は「囲碁において、AIではなく人間にしかできないことは？」の問いに対し、リスクを取りに行く手は人間にしかできないと答えている。このほかに、不利になる手であるが、選択肢を広げて相手に手を渡しミスを誘うなど盤外戦を絡めた戦術は理解できず、このような手の評価が低くなる。
芝野虎丸は2020年の対談において終盤は当てにならないことが多いと述べている。大橋拓文は2021年に寺山怜と刊行したKataGoで古い棋譜を解析する書籍において、攻め合いなど苦手な分野があると指摘している。

## カンニング
アルファ碁登場以降、AIを参照して対局するソフト打ちが問題となっている。
2020年に金恩持がオンライン棋戦でソフトを使用していたことが判明し、1年間の資格停止処分を下されている。
応昌期杯世界プロ囲碁選手権戦ではスマートフォンなどの電子機器を持ち込めないよう、対局前に金属探知機で身体検査が行われるようになった。

## コンピュータ囲碁棋戦

### 開催中の大会
- 中信証券杯世界電脳囲碁オープン戦 （2017 年 - )
- UEC杯コンピュータ囲碁大会（2007年 - 2017年、2019年、2021年）
- 呉清源杯世界女子囲碁選手権（2018年 - 、AI部門も開催）
  - 貝瑞基因杯2018世界人工知能囲棋大戦(2018年)
  - 博思杯2019世界人工知能囲棋大戦（2019年)
  - 福建海峡銀行杯2020世界人工智能囲棋大戦（2020年)
- CGFオープン（2001年 - ）
- コンピュータオリンピアード（囲碁部門は1989年より開催）

### 終了した大会
- 世界コンピュータ囲碁大会 岐阜チャレンジ（2003 - 2006年）
- AI竜星戦 （2017 年 - 2018年)
- テンセント世界AI囲碁大会（中国語版）(2018年)
- ING杯（1985 - 2000年）
- FOST杯（1995-1999）
- KGSコンピュータ囲碁トーナメント
- 21世紀杯
- 天宇杯
- SG杯
- European Go Congress
- FJK2000 コンピュータ囲碁大会

## 囲碁プログラム
主にPC向け。
- AlphaGo,AlphaZero (Google DeepMind)
- 絶芸 (テンセント)
- 鳳凰囲碁(PhoenixGo（中国語版）) (テンセント)
- Darkforest（英語版）（Facebook）
- AQ(GLOBIS-AQZ)（トリプルアイズ）
- AIZE（トリプルアイズ）
- Ray,Rn,Rayn,Raynz（トリプルアイズ）
  - 入神の囲碁（マイナビ）
- ELF OpenGo（Facebook）
  - 入神の囲碁（マイナビ）
- Minigo
  - 入神の囲碁（マイナビ）
- Zen,DeepZenGo
  - 天頂の囲碁（マイナビ）
- Crazy Stone
  - 最強の囲碁（2011年 - ）（アンバランス）
- Go++（Go4++）
  - 最強の囲碁（- 2010年）[注釈 6]（アンバランス）
- KCC Igo（Korea Computer Center）
  - 銀星囲碁（シルバースタージャパン）
  - ファミリー囲碁（マグノリア）
  - バリュー囲碁（マグノリア）
- The Many Faces of Go
  - AI囲碁（イーフロンティア）
  - igowin
- Aya（彩）
  - 碁電帝(ユーキャン日本囲碁連盟)
  - 剛腕王 孟帝(日本囲碁連盟)
  - 囲碁世界V（メディアカイト）
  - 囲碁大全コンプリート（マグノリア）
- 若葉
  - 至高の囲碁 永聖（メディアカイト）
  - 達観の囲碁（メディアカイト）
  - 囲碁大全（マグノリア）
  - お気軽囲碁対局（KTインタラクティブ）
  - 囲碁世界（KTインタラクティブ）
  - 初段くん（KTインタラクティブ）
- HARUKA
  - 対局囲碁 最高峰（NECインターチャネル）
  - 囲碁一番（コーエー）
- Goemate（HandTalk）
  - 手談対局（コーエー）
  - 最強囲碁伝説 ハンドトーク（マイナビ）
- Wulu
  - 囲碁皇帝 烏鷺（マイナビ）
- Katsunari（勝也）
  - やさしい囲碁指導対局（マイナビ）
- MASAYAN
  - 囲碁初段（日本囲碁ソフト）
- Go Intellect
  - 平成棋院（ゲームバンク）
- 道策
  - 囲碁塾（マグノリア）
- Goliath
  - 対局囲碁 ゴライアス（ジャレコ）
- Abacus
- 星陣(Golaxy)
- CGI（中国語版）
- 章魚囲碁(Octopus Go)
- 采薇囲棋(Myrtle Go)
- 天壤(Tianrang)
- 石風(DolBaram)（朝鮮語版）
- 韓豆(ハンドル)（朝鮮語版）
- BaduGI（바두기）
- Golois
- Fuego
- Mogo
- GNU Go
- VisionGo
- Ranka Go
- 夏風
- Maru
- Erica
- Leela,Leela Zero
  - Lizzie
- KataGo
  - Lizzie

## ゲーム機用
- ヒカルの碁 シリーズ
  - ヒカルの碁 平安幻想異聞録
- 梅沢由香里のやさしい囲碁
- 囲碁指南
- 通信対局 囲碁道場2700問

## スマートフォン向け
- 囲碁クエスト
- 囲碁ウォーズ（サービス終了）
- 囲碁の師匠
- みんなの囲碁